# District de Tianjia'an
Le district de Tianjia'an (田家庵区 ; pinyin : Tiánjiā'ān Qū) est une subdivision administrative de la province de l'Anhui en Chine. Il est placé sous la juridiction de la ville-préfecture de Huainan.